# 渚滑川

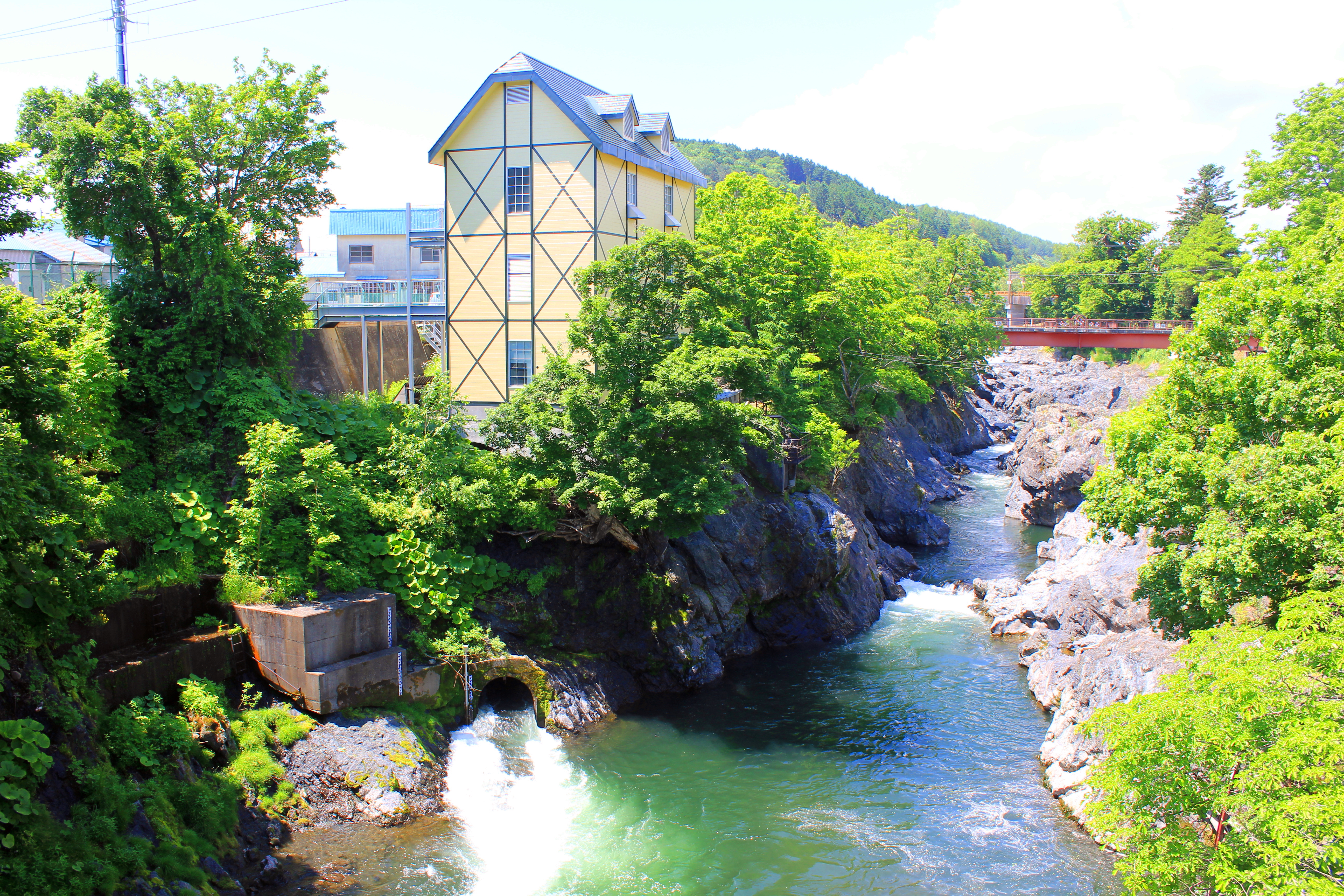
ほくでんエコエナジー・滝上芝ざくら発電所（滝上町）

渚滑川（しょこつがわ）は、北海道オホーツク総合振興局管内を流れオホーツク海に注ぐ一級河川。渚滑川水系の本流である。
川の名は、アイヌ語の「ソー・コッ」（滝の窪み＝滝つぼ）に由来し、複数の滝が存在する滝上町の滝上渓谷を指したものである。

## 流路
北海道紋別郡滝上町の南西にある天塩岳の南側に源を発し北東に流れる。途中、滝上町市街地付近では滝上渓谷（錦仙峡）と呼ばれる渓谷を作る。紋別市渚滑町からオホーツク海へ注ぐ。
ほぼ全線に渡り国道273号が並行している。

## 流域の自治体
北海道
紋別郡滝上町、紋別市

## 支流
括弧内は流域の自治体
- オサツナイ川（滝上町）
- 熊出沢川（滝上町）
- モセカルシュナイ川（滝上町）
- 滝上十線川（滝上町）
- サクルー川（滝上町）
  - サクルー八号川（滝上町）
  - バンノ沢川（滝上町）
  - サクルー六号川（滝上町）
- シュウトルマップ川（滝上町）
- オシラネップ川（滝上町）
- 五十二川（滝上町）
- メナシベツ川（滝上町）
- 立牛川（紋別市）
  - 上古丹川（紋別市）
- 和訓辺川（紋別市）
- 清瀬川（紋別市）
- 鴻輝川（紋別市）
- 中渚滑二十五線川（紋別市）
- 中渚滑豊盛川（紋別市）
- ウツツ川（紋別市）
  - ウツツ右沢川（紋別市）
- 渚滑古川（紋別市）
  - 渚滑導水路（紋別市）

## 主な橋梁
- 清流橋 - 国道273号
- きよせ橋 - 国道273号
- 巌橋 - 国道273号
- 宝橋 - 国道273号
- 緑大橋
- 十線橋
- 滝上橋 - 国道273号
- 三条橋 - 北海道道61号士別滝の上線
- 虹の橋
- 中央橋
- 滝見橋
- 渓谷橋
- 水の橋
- 鎮橋 - 国道273号
- 大雄橋 - 北海道道932号上渚滑原野上渚滑線
- 大滝橋
- 開明橋
- 新記念橋 - 国道273号
- 記念橋 - 北海道道804号和訓辺上渚滑線
- 宇津々橋 - 北海道道766号和訓辺渚滑停車場線
- よつ葉大橋
- 渚滑橋 - 国道238号